# Aeroscopia
Aeroscopia je francuski muzej zrakoplovstva u Blagnacu (Haute-Garonne), u blizini Toulousea. Konkretno, u njemu se nalaze dva primjerka Concordea. Otvorenje se održalo 14. siječnja 2015.

## Vanjske poveznice
- Službene stranice muzeja